# Tukultininurta I
Tukulti-Ninurta I (1244-1208 a. C.) fue un rey de Asiria, que llevó al Imperio medio asirio a uno de sus mayores momentos de gloria.
Algunos estudiosos de la Biblia hebrea lo identifican con Nemrod.
Heredó el trono a la muerte de su padre, Salmanasar I, y comenzó su reinado teniendo que afrontar la enemistad hitita, causada por la derrotas que Salmanasar les infligió. Tukulti-Ninurta decidió incorporar a los reinos de Nihriya, importantes por su riqueza minera, al dominio asirio; como estos reinos se encontraban cerca del imperio hitita, envió a su rey Tudhaliya IV varias cartas en las que afirmaba que no tenía intenciones hostiles hacia él. No obstante, Tudhaliya IV no creyó las proclamas de amistad de Tukulti-Ninurta y acudió a Nihriya con su ejército, donde se libró una importante batalla, que acabó en una victoria total asiria y en la incorporación de la región de Nihriya a Asiria.
Sin temer ya ninguna hostilidad por parte de los hititas, derrotados y sumidos en sus propios problemas internos, Tukulti-Ninurta pudo lanzar una serie de campañas contra las tribus de las montañas al este y al norte de Asiria, logrando imponer un cierto control sobre la zona y obteniendo ventajas comerciales.

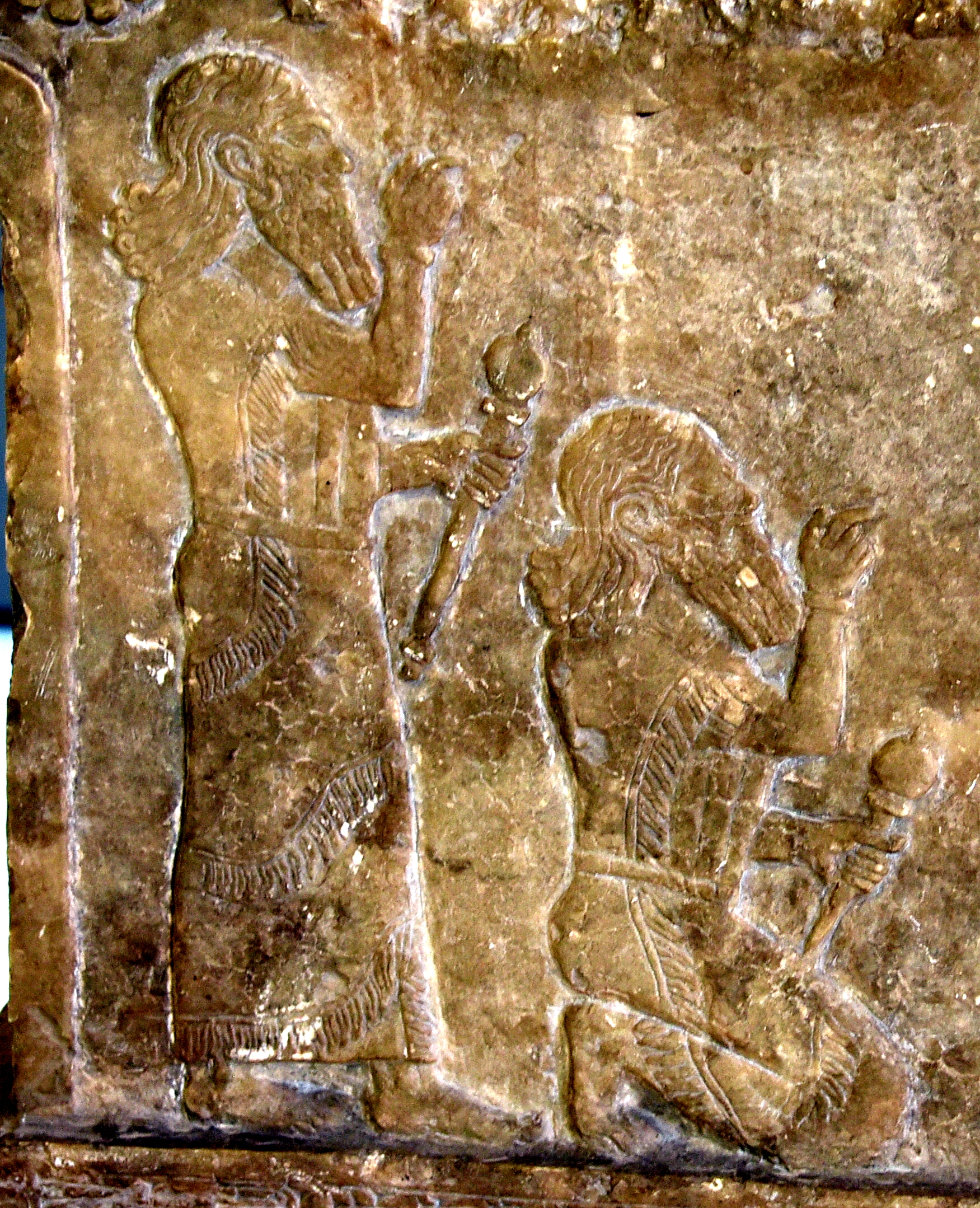
Bajorrelieve de Tukulti-Ninurta I (a la izquierda) procedente de Aššur (Museo de Pérgamo).

Habiendo asegurado el norte, el este y el oeste de su reino, Tukulti-Ninurta se volvió contra Kashtiliash IV, rey de Babilonia, que había aprovechado las anteriores guerras de Tukulti-Ninurta para capturar algunas fortalezas fronterizas, y lo derrotó completamente. Saqueó la ciudad de Babilonia, de la que se llevó numerosas tablillas, e impuso gobernantes títeres en el norte de este reino. Las riquezas así obtenidas le permitieron construir una nueva ciudadela real, Kar-Tukulti-Ninurta, muy cerca de la capital Assur. Además, se compuso un poema, La gesta de Tukulti-Ninurta, sobre la victoria asiria.
Tukulti-Ninurta, ahora residente en Kar-Tukulti-Ninurta, se vio sorprendido por la rebelión de su hijo Ashur-nasir-pal, que le cercó en su ciudadela, donde murió. Fue sucedido por otro de sus hijos, Ashur-nadin-apli.